# Кирил Положко-Кумановски
Кирил (на македонска литературна норма: Кирил Полошко-кумановски) е духовник на Македонската православна църква, положко-кумановски митрополит от 1971 година.

## Биография
Роден е в 1934 година в преспанското село Царев двор, тогава в Югославия, днес в Северна Македония със светското име Никола Попович, по-късно променено на Никола Поповски. В 1951 година завършва основно образование в родното си село, а в 1956 година - Призренската семинария. В 1960 година започва работа в Скопската митрополия. Замесен е в скандал, като е обвинен, че е помогнал на брат си да извърши убийство.
На 6 април 1964 година Кирил се замонашва в манастира Причиста в Кичево и на 7 април е ръкоположен за йеродякон от архиепископ Доситей Охридски. Работи като чиновник в архиепископията. В 1965 година заминава за Канада и САЩ като член на църковната делегация, начело с архиепископ Доситей. В 1965 година се записва да учи в Московската духовна академия.
Незавършил, след две години е извикан в Югославия и на 5 юли Светият Синод на Македонската православна църква го избира за тивериополски епископ, викарий на архиепископа. Наречението е извършено на 11 юли 1967 година в катедралата „Свети Димитър“ в Скопие, а на следния ден в същия храм е извършено и ръкополагането му от архиепископ Доситей и епископите Климент Преспанско-битолски, Наум Злетовско-Струмишки и Методий Велички.
На 17 юли 1967 година в „Света София“ в Охрид, като член на Светия Синод подписва решението за обявяването на автокефалността на Македонската православна църква и взима участие в Църковно-народния събор. Съборът формира Американско-Канадска и Австралийска епархия и Кирил Тивериополски става неин пръв митрополит. В 1969 година заминава за катедрата си в Торонто, Канада. В 1974 година от епархията е отделена Австралийската, но Кирил я ръководи до 1982 година. Американско-канадската епархия ръководи до 1986 година. Същевременно от 1971 до 1986 година управлява и Положко-Кумановската епархия. След смъртта на архиепископ Доситей от 22 май до 19 август 1981 година местоблюстител на архиепископския трон на Македонската православна църква. В 1986 година е избран за положко-кумановски митрополит.
Докато е владика в 1981 година Кирил завършва Богословския факултет на Скопския университет с труд „Македонските православни църковни общини в презокеанските земи (Исторически развой, дейност и значение)“.
На 16 юни 2004 година Кирил е лишен от свещенически сан с решение на църковния съд на Православната Охридска архиепископия, заседаващ в Пчинския манастир в разширен състав от 12 членове - митрополит Амфилохий Черногорско-приморски, епископите Василий Сремски, Лукиан Будимски, Хрисостом Жички, Ириней Бачки, Пахомий Врански, Артемий Рашко-Призренски, Юстин Тимошки, Йоан Шумадийски, Игнатий Браничевски, както и епископите на Православната Охридска архиепископия Йоаким Велички и наместник Положко-Кумановски и Марко Дремвитски и наместник Битолски.
Съавтор е на монографията „Почит към Свети Кирил Солунски – Десетте поклонения на Светокириловия гроб в Рим“, Скопие, 1979 година. Обявен е за почетен гражданин на 15 града в САЩ и Канада и на няколко в Австралия. Носител е на Ордена на Свети Климент, I ред.
Умира на 11 юни 2013 година. Погребан е в манастира „Свети Георги“ в Делядровци.